# ヨコハマ映画祭
ヨコハマ映画祭（ヨコハマえいがさい）は、神奈川県横浜市で1980年から開催されている映画祭である。

## 概要
1980年2月3日鶴見区京浜映画劇場にて第1回を行い、以後毎年開催され、2020年現在41回を数える。鈴村たけし他2人の映画愛好家のサラリーマンが市民レベルで始め、スポンサーをつけず、毎年2月上旬の日曜日に1日だけ開催されている。
前年封切られた国内映画を中心に上映し、監督賞、男優賞、女優賞、新人賞、脚本賞などを選出している。映画祭当日、受賞者の出席率が高いことで人気を博している。
1998年には第47回横浜文化賞奨励賞を、2000年には第22回サントリー地域文化賞を受賞している。
第34回（2012年度）から新人監督賞は、2011年12月に急逝した森田芳光にちなみ「森田芳光メモリアル 新人監督賞」となった。
2021年2月に本来なら開催されるはずだった第42回の表彰式は新型コロナウイルス感染拡大防止のために映画祭史上初めて見送られることとなった。第43回も同様。

## 歴代各賞
※ 表記上の制限のため、日本映画ベストテンの「次点」を「11.」と表記している。

### 第1回（1979年度） - 第10回（1988年度）

#### 第1回（1979年度）
開催日：1980年2月3日
- 作品賞 『太陽を盗んだ男』（長谷川和彦）
- 監督賞
  - 長谷川和彦（『太陽を盗んだ男』）
  - 曽根中生（『天使のはらわた 赤い教室』）
- 新人監督賞 柳町光男（『十九歳の地図』）
- 脚本賞 馬場当（『復讐するは我にあり』）
- 技術賞（撮影） 仙元誠三（『蘇える金狼』『白昼の死角』ほか）
- 主演男優賞 緒形拳（『復讐するは我にあり』）
- 主演女優賞 水原ゆう紀（『天使のはらわた 赤い教室』）
- 助演男優賞 蟹江敬三（『十九歳の地図』『天使のはらわた 赤い教室』ほか）
- 助演女優賞 亜湖（『赫い髪の女』『濡れた週末』）
- 最優秀新人賞
  - 本間優二（『十九歳の地図』）
  - 熊谷美由紀（『金田一耕助の冒険』）
- 特別功労賞
  - 山本晋也
  - 宮下順子
- 自主製作賞 『家獣』（シネマギルド花魁譚・青山定司監督作品）

1979年度日本映画ベストテン
1. 太陽を盗んだ男（長谷川和彦）
2. 赫い髪の女（神代辰巳）
3. 天使のはらわた 赤い教室（曽根中生）
4. もっとしなやかに もっとしたたかに（藤田敏八）
5. 復讐するは我にあり（今村昌平）
6. その後の仁義なき戦い（工藤栄一）
7. 十九歳の地図（柳町光男）
8. 天使の欲望（関本郁夫）
9. 濡れた週末（根岸吉太郎）
10. Keiko（クロード・ガニオン）
11. 十代 恵子の場合（内藤誠）

#### 第2回（1980年度）
開催日：1981年2月7日
- 作品賞 『ツィゴイネルワイゼン』（鈴木清順）
- 監督賞 鈴木清順（『ツィゴイネルワイゼン』）
- 新人監督賞 相米慎二（『翔んだカップル』）
- 脚本賞 丸山昇一（『翔んだカップル』『野獣死すべし』）
- 技術賞（撮影） 永塚一栄（『ツィゴイネルワイゼン』）
- 主演男優賞 古尾谷雅人（『ヒポクラテスたち』）
- 主演女優賞 薬師丸ひろ子（『翔んだカップル』）
- 助演男優賞 風間杜夫（『四季・奈津子』『夕暮まで』）
- 助演女優賞 伊藤蘭（『ヒポクラテスたち』）
- 最優秀新人賞 
  - 荻野目慶子（『海潮音』）
  - 山田辰夫（『狂い咲きサンダーロード』）
- 自主製作映画賞 『狂い咲きサンダーロード』（石井聰亙）
- 特別大賞 松田優作

1980年度日本映画ベストテン
1. ツィゴイネルワイゼン（鈴木清順）
2. 翔んだカップル（相米慎二）
3. 狂い咲きサンダーロード（石井聰亙）
4. 野獣死すべし（村川透）
5. ヒポクラテスたち（大森一樹）
6. 二百三高地（舛田利雄）
7. おんなの細道 濡れた海峡（武田一成）
8. 神様のくれた赤ん坊（前田陽一）
9. 鉄騎兵、跳んだ（小澤啓一）
10. ルパン三世 カリオストロの城（宮﨑駿）
11. 影武者（黒澤明）

#### 第3回（1981年度）
開催日：1982年2月7日
- 作品賞 『の・ようなもの』（森田芳光）
- 監督賞 根岸吉太郎（『狂った果実』『遠雷』）
- 新人監督賞 森田芳光（『の・ようなもの』）
- 脚本賞 荒井晴彦（『遠雷』）
- 撮影賞 安藤庄平（『泥の河』『遠雷』）
- 主演男優賞 永島敏行（『遠雷』）
- 主演女優賞 風間舞子（『見せたがる女』ほか)
- 助演男優賞 石橋蓮司（『獣たちの熱い眠り』）
- 助演女優賞 田中裕子（『ええじゃないか』『北斎漫画』）
- 最優秀新人賞 
  - 蜷川有紀（『狂った果実』）
  - 趙方豪（『ガキ帝国』『ガキ帝国・悪たれ戦争』）
  - 忍海よしこ（『襲られた女』ほか）
- 自主製作映画賞 『風たちの午後』（プロダクション爆・矢崎仁司監督作品)
- 特別大賞 
  - 高倉健
  - 加藤泰

1981年度日本映画ベストテン
1. の・ようなもの（森田芳光）
2. 狂った果実（根岸吉太郎）
3. 遠雷（根岸吉太郎）
4. ガキ帝国（井筒和幸）
5. 陽炎座（鈴木清順）
6. 泥の河（小栗康平）
7. 幸福（市川崑）
8. 駅 STATION（降旗康男）
9. 炎のごとく（加藤泰）
10. 風たちの午後（矢崎仁司）
11. 見せたがる女（小沼勝）

#### 第4回（1982年度）
開催日：1983年2月5日
- 作品賞 『転校生』（大林宣彦）
- 監督賞 高橋伴明（『TATTOO＜刺青＞あり』）
- 新人監督賞 中原俊（『犯され志願』）
- 脚本賞 剣持亘(『転校生』)
- 技術賞（撮影） 田村正毅（『さらば愛しき大地』『ニッポン国古屋敷村』）
- 主演男優賞 宇崎竜童（『TATTOO＜刺青＞あり』）
- 主演女優賞 いしだあゆみ（『野獣刑事』）
- 助演男優賞 平田満（『蒲田行進曲』）
- 助演女優賞 夏目雅子（『大日本帝国』）
- 最優秀新人賞 
  - 中村れい子（『水のないプール』）
  - 坂上とし恵（『胸さわぎの放課後』）
  - 小林聡美（『転校生』）
- 自主製作映画賞 『闇打つ心臓』（長崎俊一監督作品)
- 特別大賞 
  - 中川信夫
  - 松坂慶子

1982年度日本映画ベストテン
1. 転校生（大林宣彦）
2. 蒲田行進曲（深作欣二）
3. TATTOO＜刺青＞あり（高橋伴明）
4. さらば愛しき大地（柳町光男）
5. ウィークエンド・シャッフル（中村幻児）
6. 水のないプール（若松孝二）
7. 誘拐報道（伊藤俊也）
8. ハイティーン・ブギ（舛田利雄）
9. キャバレー日記（根岸吉太郎）
10. セーラー服と機関銃（相米慎二）
11. 野獣刑事（工藤栄一）

#### 第5回（1983年度）
開催日：1984年1月29日
- 作品賞 『家族ゲーム』（森田芳光）
- 監督賞 森田芳光（『家族ゲーム』）
- 新人監督賞 崔洋一（『十階のモスキート』）
- 脚本賞 森田芳光（『家族ゲーム』）
- 技術賞（撮影） 前田米造（『家族ゲーム』）
- 主演男優賞 松田優作（『家族ゲーム』）
- 主演女優賞 永島暎子（『竜二』）
- 助演男優賞 伊丹十三（『家族ゲーム』『細雪』）
- 助演女優賞 田中美佐子（『丑三つの村』）
- 最優秀新人賞
  - 原田知世（『時をかける少女』）
  - 宇沙美ゆかり（『みゆき』）
- 自主製作映画賞 『竜二』（プロダクションRYUJI製作、東映セントラルフィルム配給、川島透監督作品
- 特別大賞 
  - 前田陽一
  - 角川春樹
- 審査員特別賞 故・金子正次

1983年度日本映画ベストテン
1. 家族ゲーム（森田芳光）
2. 時をかける少女（大林宣彦）
3. 竜二（川島透）
4. 俺っちのウエディング（根岸吉太郎）
5. 魚影の群れ（相米慎二）
6. BLOW THE NIGHT! 夜をぶっとばせ（曽根中生）
7. 十階のモスキート（崔洋一）
8. 細雪（市川崑）
9. ダブルベッド（藤田敏八）
10. 戦場のメリークリスマス（大島渚）
11. ションベン・ライダー（相米慎二）

#### 第6回（1984年度）
開催日：1985年2月3日
- 作品賞 『麻雀放浪記』（和田誠）
- 監督賞 池田敏春（『人魚伝説』）
- 新人監督賞 金子修介（『宇能鴻一郎の濡れて打つ』『OL百合族19歳』ほか）
- 脚本賞 伊丹十三（『お葬式』）
- 技術賞（撮影） 前田米造（『お葬式』『人魚伝説』『ときめきに死す』『メイン・テーマ』ほか)
- 主演男優賞 鹿賀丈史（『麻雀放浪記』）
- 主演女優賞 白都真理（『人魚伝説』）
- 助演男優賞 高品格（『麻雀放浪記』）
- 助演女優賞 
  - 志穂美悦子（『上海バンスキング』）
  - 菅井きん（『お葬式』）
- 最優秀新人賞 
  - 工藤夕貴（『逆噴射家族』）
  - 富田靖子（『アイコ十六歳』）
  - 吉宮君子（『連続殺人鬼 冷血』）
- 特別大賞 
  - 吉永小百合
  - 鈴木則文

1984年度日本映画ベストテン
1. 麻雀放浪記（和田誠）
2. お葬式（伊丹十三）
3. 風の谷のナウシカ（宮﨑駿）
4. 人魚伝説（池田敏春）
5. チ・ン・ピ・ラ（川島透）
6. 瀬戸内少年野球団（篠田正浩）
7. さらば箱舟（寺山修司）
8. 逆噴射家族（石井聰亙）
9. ときめきに死す（森田芳光）
10. すかんぴんウォーク（大森一樹）
11. うる星やつら2 ビューティフル・ドリーマー（押井守）

#### 第7回（1985年度）
開催日：1986年2月9日
- 作品賞 『ラブホテル』（相米慎二）
- 監督賞 相米慎二（『ラブホテル』『台風クラブ』
- 新人監督賞 該当者なし
- 脚本賞 石井隆（『ラブホテル』『夢犯』）
- 撮影賞 篠田昇(『ラブホテル』)
- 技術賞(音楽) 梅林茂（『それから』『友よ、静かに瞑れ』）
- 主演男優賞 寺田農（『ラブホテル』）
- 主演女優賞 原田知世（『早春物語』）
- 助演男優賞 三浦友和（『台風クラブ』）
- 助演女優賞 中井貴惠（『哀しい気分でジョーク』）
- 最優秀新人賞 
  - 速水典子（『ラブホテル』）
  - 大西結花（『台風クラブ』）
  - 上原由恵（『生きてるうちが花なのよ死んだらそれまでよ党宣言』）
- 自主製作映画賞 血風ロック（流山児★事務所製作、流山児祥監督作品)
- 特別大賞 
  - 倍賞美津子
  - 神代辰巳

1985年度日本映画ベストテン
1. ラブホテル（相米慎二）
2. 台風クラブ（相米慎二）
3. Wの悲劇（澤井信一郎）
4. さびしんぼう（大林宣彦）
5. 早春物語（澤井信一郎）
6. それから（森田芳光）
7. 友よ、静かに瞑れ（崔洋一）
8. 生きてるうちが花なのよ死んだらそれまでよ党宣言（森﨑東）
9. みんなあげちゃう（金子修介）
10. 銀河鉄道の夜（杉井ギサブロー）
11. ユー・ガッタ・チャンス（大森一樹）
火まつり（柳町光男）

#### 第8回（1986年度）
開催日：1987年1月31日
- 作品賞 『ウホッホ探険隊』（根岸吉太郎）
- 監督賞 那須博之（『ビー・バップ・ハイスクール』『ビー・バップ・ハイスクール 高校与太郎哀歌』）
- 新人監督賞 林海象（『夢みるように眠りたい』）
- 脚本賞 森田芳光（『そろばんずく』『ウホッホ探険隊』）
- 撮影賞 佐々木原保志（『南へ走れ、海の道を!』『沙耶のいる透視図』）
- 主演男優賞 岩城滉一（南へ走れ、海の道を!）
- 主演女優賞 安田成美（『犬死にせしもの』『そろばんずく』『南へ走れ、海の道を!』）
- 助演男優賞 小林薫（『そろばんずく』）
- 助演女優賞 渡辺典子（『彼のオートバイ、彼女の島』）
- 最優秀新人賞 
  - 原田貴和子（『彼のオートバイ、彼女の島』）
  - 仲村トオル（『ビー・バップ・ハイスクール』『ビー・バップ・ハイスクール 高校与太郎哀歌』）
  - 今井美樹（『犬死にせしもの』）
- 自主製作映画賞 『夢みるように眠りたい』（映像探偵社製作、林海象監督作品)
- 特別大賞 岡本喜八
- 審査員特別賞 『沙耶のいる透視図』のスタッフ

1986年度日本映画ベストテン
1. ウホッホ探険隊（根岸吉太郎）
2. コミック雑誌なんかいらない!（滝田洋二郎）
3. 彼のオートバイ、彼女の島（大林宣彦）
4. 雪の断章 情熱（相米慎二）
5. 犬死にせしもの（井筒和幸）
6. ビー・バップ・ハイスクール（那須博之）
7. 沙耶のいる透視図（和泉聖治）
8. 天空の城ラピュタ（宮﨑駿）
9. ジャズ大名（岡本喜八）
10. そろばんずく（森田芳光）
11. 火宅の人（深作欣二）

#### 第9回（1987年度）
開催日：1988年2月6日
- 作品賞 『ゆきゆきて、神軍』（原一男）
- 監督賞 
  - 原一男（『ゆきゆきて、神軍』）
  - 梶間俊一（『ちょうちん』）
- 新人監督賞 伊藤智生（『ゴンドラ』）
- 脚本賞 斎藤博（『本場ぢょしこうマニュアル 初恋微熱篇』『愛しのハーフムーン』ほか)
- 撮影賞 瓜生敏彦（『ゴンドラ』）
- 主演男優賞 時任三郎（『永遠の1/2』）
- 主演女優賞 富田靖子（『BU・SU』）
- 助演男優賞 河原さぶ（『母娘監禁　牝〈めす〉』『オバケちゃん』）
- 助演女優賞 石田えり（『ちょうちん』）
- 最優秀新人賞 
  - 白島靖代（『本場ぢょしこうマニュアル 初恋微熱篇』）
  - 秋吉満ちる（『光る女』）
  - 前川麻子（『母娘監禁　牝〈めす〉』）
- 審査員特別賞 『ちょうちん』のスタッフ
- 特別大賞 森田健作

1987年度日本映画ベストテン
1. ゆきゆきて、神軍（原一男）
2. BU・SU（市川準）
3. トットチャンネル（大森一樹）
4. 永遠の1/2（根岸吉太郎）
5. ちょうちん（梶間俊一）
6. 恋人たちの時刻（澤井信一郎）
7. 恋する女たち（大森一樹）
8. 本場ぢょしこうマニュアル 初恋微熱篇』（中田新一）
9. 光る女（相米慎二）
10. ゴンドラ（伊藤智生）
11. メイク・アップ（中原俊）

#### 第10回（1988年度）
開催日：1989年2月12日
- 作品賞 『ロックよ、静かに流れよ』（長崎俊一）
- 監督賞
  - 長崎俊一（『ロックよ、静かに流れよ』）
  - 金子修介（『1999年の夏休み』『ラスト・キャバレー』）
- 新人監督賞 榎戸耕史（『・ふ・た・り・ぼ・っ・ち・』）
- 脚本賞 丸山昇一（『・ふ・た・り・ぼ・っ・ち・』『ラブ・ストーリーを君に』）
- 撮影賞 高間賢治（『1999年の夏休み』）
- 主演男優賞 真田広之（『快盗ルビイ』）
- 主演女優賞 小泉今日子（『快盗ルビイ』）
- 助演男優賞 片岡鶴太郎（『異人たちとの夏』）
- 助演女優賞 本阿弥周子（『うれしはずかし物語』）
- 最優秀新人賞 
  - 男闘呼組（『ロックよ、静かに流れよ』）
  - 橘ゆかり（『猫のように』）
- 審査員特別賞 南雲佑介（『真夜中の河』の製作に対して)

1988年度日本映画ベストテン
1. ロックよ、静かに流れよ（長崎俊一）
2. となりのトトロ（宮﨑駿）
3. ・ふ・た・り・ぼ・っ・ち・（榎戸耕史）
4. 異人たちとの夏（大林宣彦）
5. リボルバー（藤田敏八）
6. 快盗ルビイ（和田誠）
7. この胸のときめきを（和泉聖治）
8. 1999年の夏休み（金子修介）
9. ラスト・キャバレー（金子修介）
10. 火垂るの墓（高畑勲）
11. 会社物語 MEMORIES OF YOU（市川準）
SO WHAT（山川直人）

### 第11回（1989年度） - 第20回（1998年度）

#### 第11回（1989年度）
開催日：1990年2月11日
- 作品賞 『どついたるねん』（阪本順治）
- 監督賞 北野武（『その男、凶暴につき』）
- 新人監督賞 阪本順治（『どついたるねん』）
- 脚本賞 斎藤博・崔洋一（『Aサインデイズ』）
- 撮影賞 高間賢治（『風の又三郎 ガラスのマント』『どっちにするの。』）
- 主演男優賞 石橋凌（『Aサインデイズ』）
- 主演女優賞 中川安奈（『Aサインデイズ』）
- 助演男優賞 原田芳雄（『どついたるねん』『出張』『キスより簡単』ほか）
- 助演女優賞 相楽晴子（『どついたるねん』）
- 最優秀新人賞
  - 赤井英和（『どついたるねん』）
  - 川原亜矢子（『キッチン』）
- 審査員特別賞 松田優作

1989年度日本映画ベストテン
1. どついたるねん（阪本順治）
2. その男、凶暴につき（北野武）
3. Aサインデイズ（崔洋一）
4. キッチン（森田芳光）
5. 魔女の宅急便（宮﨑駿）
6. 誘惑者（長崎俊一）
7. どっちにするの。（金子修介）
8. 出張（沖島勲）
9. 社葬（舛田利雄）
10. 黒い雨（今村昌平）
11. キスより簡単（若松孝二）

#### 第12回（1990年度）
開催日：1991年2月10日
- 作品賞 『櫻の園』（中原俊）
- 監督賞 中原俊（『櫻の園』）
- 新人監督賞 松岡錠司（『バタアシ金魚』）
- 脚本賞 じんのひろあき( 『櫻の園』)
- 撮影賞 笠松則通（『バタアシ金魚』『鉄拳』）
- 音楽賞 梅林茂（『鉄拳』）
- 主演男優賞 古尾谷雅人（『宇宙の法則』）
- 主演女優賞 斉藤由貴（『香港パラダイス』）
- 助演男優賞 蟹江敬三（『われに撃つ用意あり』『ぼくと、ぼくらの夏』）
- 助演女優賞 中嶋朋子（『つぐみ』）
- 最優秀新人賞
  - 牧瀬里穂（『つぐみ』『東京上空いらっしゃいませ』）
  - 高岡早紀（『バタアシ金魚』）
  - 中島ひろ子（ 『櫻の園』）
- 特別大賞 
  - 若松孝二
  - 原田芳雄

1990年度日本映画ベストテン
1. 櫻の園（中原俊）
2. われに撃つ用意あり（若松孝二）
3. バタアシ金魚（松岡錠司）
4. 3-4X10月（北野武）
5. 鉄拳（阪本順治）
6. つぐみ（市川準）
7. 宇宙の法則（井筒和幸）
8. てなもんやコネクション（山本政志）
9. さらば愛しのやくざ（和泉聖治）
10. 香港パラダイス（金子修介）
11. 少年時代（篠田正浩）

#### 第13回（1991年度）
開催日：1992年3月8日
- 作品賞 『あの夏、いちばん静かな海。』（北野武）
- 監督賞 北野武（『あの夏、いちばん静かな海。』）
- 新人監督賞 竹中直人（『無能の人』）
- 脚本賞 丸内敏治（『無能の人』）
- 撮影賞 伊藤昭裕（『王手』）
- 音楽賞 久石譲（『あの夏、いちばん静かな海。』『ふたり』ほか)
- 美術賞 池谷仙克（『夢二』）
- 主演男優賞 赤井英和（『王手』）
- 主演女優賞 風吹ジュン（『無能の人』）
- 助演男優賞 的場浩司（『獅子王たちの夏』『就職戦線異状なし』）
- 助演女優賞 
  - 和久井映見（『息子』『就職戦線異状なし』）
  - 広田玲央名（『王手』『夢二』）
- 最優秀新人賞
  - 石田ひかり（『ふたり』『咬みつきたい』『あいつ』）
  - 大島弘子（『あの夏、いちばん静かな海。』）
  - サブ（田中博樹）（『ワールド・アパートメント・ホラー』）
- 審査員特別賞 大友克洋

1991年度日本映画ベストテン
1. あの夏、いちばん静かな海。（北野武）
2. 無能の人（竹中直人）
3. 王手（阪本順治）
4. 大誘拐 RAINBOW KIDS（岡本喜八）
5. ふたり（大林宣彦）
6. ワールド・アパートメント・ホラー（大友克洋）
7. 風、スローダウン（島田紳助）
8. 息子（山田洋次）
9. 夢二（鈴木清順）
10. 獅子王たちの夏（高橋伴明）
11. 泣きぼくろ（工藤栄一）

#### 第14回（1992年度）
開催日：1993年2月7日
- 作品賞 『シコふんじゃった。』（周防正行）
- 監督賞 周防正行（『シコふんじゃった。』）
- 新人監督賞
  - 富岡忠文（『湾岸バッド・ボーイ・ブルー』）
  - 松村克弥（『オールナイトロング』）
- 脚本賞 周防正行（『シコふんじゃった。』）
- 撮影賞 佐々木原保志（『死んでもいい』『湾岸バッド・ボーイ・ブルー』）
- 主演男優賞 本木雅弘（『シコふんじゃった。』）
- 主演女優賞 南野陽子（『寒椿』『私を抱いてそしてキスして』）
- 助演男優賞 室田日出男（『死んでもいい』）
- 助演女優賞 
  - 清水美砂（『シコふんじゃった。』『おこげ』『未来の想い出 Last Christmas』）
  - 荻野目慶子（『いつかギラギラする日』）
- 最優秀新人賞
  - 豊川悦司（『12人の優しい日本人』『きらきらひかる』『課長 島耕作』）
  - 大森嘉之（『青春デンデケデケデケ』『湾岸バッド・ボーイ・ブルー』『濹東綺譚』）
  - 墨田ユキ（『濹東綺譚』）
- 特別大賞 深作欣二
- 審査員特別賞 『死んでもいい』のスタッフ

1992年度日本映画ベストテン
1. シコふんじゃった。（周防正行）
2. いつかギラギラする日（深作欣二）
3. 青春デンデケデケデケ（大林宣彦）
4. 死んでもいい（石井隆）
5. きらきらひかる（松岡錠司）
6. 寝盗られ宗介（若松孝二）
7. ザ・中学教師（平山秀幸）
8. 12人の優しい日本人（中原俊）
9. 湾岸バッド・ボーイ・ブルー（富岡忠文）
10. ありふれた愛に関する調査（榎戸耕史）
11. パイナップル・ツアーズ（中江裕司）

#### 第15回（1993年度）
開催日：1994年2月13日
- 作品賞 『月はどっちに出ている』（崔洋一）
- 監督賞 崔洋一（『月はどっちに出ている』）
- 新人監督賞 天間敏広（『教祖誕生』）
- 脚本賞 一色伸幸（『僕らはみんな生きている』『卒業旅行 ニホンから来ました』『病は気から 病院へ行こう2』）
- 撮影賞 藤澤順一（『月はどっちに出ている』）
- 音楽賞　鏑木創（ 『ゲンセンカン主人』）
- 主演男優賞 真田広之（『僕らはみんな生きている』『眠らない街～新宿鮫～』『病は気から 病院へ行こう2』）
- 主演女優賞 鷲尾いさ子（『わが愛の譜 滝廉太郎物語』）
- 助演男優賞 萩原聖人（『月はどっちに出ている』『教祖誕生』『学校』）
- 助演女優賞 
  - ルビー・モレノ（『月はどっちに出ている』）
  - 水木薫（『ゲンセンカン主人』）
- 最優秀新人賞
  - 岸谷五朗（『月はどっちに出ている』）
  - 遠山景織子（『高校教師』）
  - 田畑智子（『お引越し』）
- 特別大賞 石井輝男
- 審査員特別賞 『J・MOVIE・WARS』

1993年度日本映画ベストテン
1. 月はどっちに出ている（崔洋一）
2. お引越し（相米慎二）
3. ソナチネ（北野武）
4. 僕らはみんな生きている（滝田洋二郎）
5. わが愛の譜 滝廉太郎物語（澤井信一郎）
6. ゲンセンカン主人（石井輝男）
7. 眠らない街〜新宿鮫〜（滝田洋二郎）
8. 病院で死ぬということ（市川準）
9. はるか、ノスタルジィ（大林宣彦）
10. 教祖誕生（天間敏広）
11. J・MOVIE・WARS（石井聰亙、崔洋一、山川直人、長崎俊一、榎戸耕史）

#### 第16回（1994年度）
開催日：1995年1月22日
- 作品賞 『トカレフ』（阪本順治）
- 監督賞 阪本順治（『トカレフ』）
- 新人監督賞 渡邊武（『凶銃ルガーP08』『極つぶし』）
- 脚本賞 田中陽造（『居酒屋ゆうれい』『夏の庭 The Friends』）
- 撮影賞 笠松則通（『天使のはらわた 赤い閃光』『夜がまた来る』『エンジェル・ダスト』）
- 音楽賞　梅林茂（『トカレフ』『居酒屋ゆうれい』『N45°』）
- 主演男優賞 奥田瑛二（『棒の哀しみ』）
- 主演女優賞 高岡早紀（『忠臣蔵外伝 四谷怪談』）
- 助演男優賞 佐藤浩市（『トカレフ』）
- 助演女優賞 室井滋（『居酒屋ゆうれい』）
- 最優秀新人賞　
  - 佐伯日菜子（『毎日が夏休み』）
  - 松岡俊介（『800 TWO LAP RUNNERS』）
  - 夏川結衣（『夜がまた来る』）
- 特別大賞 森﨑東
- 審査員特別賞 ビターズ・エンド・ユーロスペース

1994年度日本映画ベストテン
1. トカレフ（阪本順治）
2. 居酒屋ゆうれい（渡邊孝好）
3. 忠臣蔵外伝 四谷怪談（深作欣二）
4. 800 TWO LAP RUNNERS（廣木隆一）
5. 棒の哀しみ（神代辰巳）
6. 119（竹中直人）
7. ヌードの夜（石井隆）
8. 夏の庭 The Friends（相米慎二）
9. 全身小説家（原一男）
10. 夜がまた来る（石井隆）
11. 凶銃ルガーP08（渡邊武）

#### 第17回（1995年度）
開催日：1996年2月4日
- 作品賞 『Love Letter』（岩井俊二）
- 監督賞 
  - 岩井俊二（『Love Letter』）
  - 金子修介（『ガメラ 大怪獣空中決戦』）
- 新人監督賞 室賀厚（『SCORE』）
- 脚本賞 伊藤和典（『ガメラ 大怪獣空中決戦』『GHOST IN THE SHELL / 攻殻機動隊』）
- 撮影賞 篠田昇（『Love Letter』）
- 技術賞(特技)　樋口真嗣（ 『ガメラ 大怪獣空中決戦』）
- 主演男優賞 豊川悦司（『Love Letter』）
- 主演女優賞 中山美穂（『Love Letter』）
- 助演男優賞 金山一彦（『無頼平野』『新・悲しきヒットマン』）
- 助演女優賞 中山忍（『ガメラ 大怪獣空中決戦』）
- 最優秀新人賞　
  - 鈴木砂羽（『愛の新世界』『極道の妻たち 赫い絆』『日本一短い「母」への手紙』『帝都物語外伝』）
  - 片岡礼子（『愛の新世界』『KAMIKAZE TAXI』）
  - 酒井美紀（『Love Letter』）
- 特別大賞 関本郁夫
- 審査員特別賞 『SCORE』軍団

1995年度日本映画ベストテン
1. Love Letter（岩井俊二）
2. ガメラ 大怪獣空中決戦（金子修介）
3. 愛の新世界（高橋伴明）
4. KAMIKAZE TAXI（原田眞人）
5. GONIN（石井隆）
6. 無頼平野（石井輝男）
7. BOXER JOE（阪本順治）
8. 東京兄妹（市川準）
9. あした（大林宣彦）
10. SCORE（室賀厚）
11. エンドレス・ワルツ（若松孝二）

#### 第18回（1996年度）
開催日：1997年2月2日
- 作品賞 『キッズ・リターン』（北野武）
- 監督賞 周防正行（『Shall we ダンス?』）
- 新人監督賞 サブ（『弾丸ランナー』）
- 脚本賞 森田芳光（『(ハル)』）
- 撮影賞 柳島克己（『キッズ・リターン』）
- 主演男優賞 
  - 役所広司（『Shall we ダンス?』『シャブ極道』『眠る男』）
  - 浅野忠信（『Focus』『PiCNiC』『Helpless』『ACRI』）
- 主演女優賞 深津絵里（『(ハル)』）
- 助演男優賞 石橋凌（『キッズ・リターン』『迅雷 組長の身代金』）
- 助演女優賞 草村礼子（『Shall we ダンス?』）
- 最優秀新人賞　
  - 安藤政信（『キッズ・リターン』）
  - CHARA（『PiCNiC』『スワロウテイル』）
  - 草刈民代（『Shall we ダンス?』）
- 特別大賞 渡哲也
- 審査員特別賞 林海象

1996年度日本映画ベストテン
1. キッズ・リターン（北野武）
2. Shall we ダンス?（周防正行）
3. 岸和田少年愚連隊 BOYS BE AMBITIOUS（井筒和幸）
4. (ハル)（森田芳光）
5. ビリケン（阪本順治）
6. トキワ荘の青春（市川準）
7. お日柄もよくご愁傷さま（和泉聖治）
8. シャブ極道（細野辰興）
9. ガメラ2 レギオン襲来（金子修介）
10. おかえり（篠崎誠）
11. スワロウテイル（岩井俊二）

#### 第19回（1997年度）
開催日：1998年2月8日
- 作品賞 『鬼火』（望月六郎）
- 監督賞 望月六郎（『鬼火』『恋極道』）
- 新人監督賞 三谷幸喜（『ラヂオの時間』）
- 脚本賞 原田眞人（『バウンス ko GALS』）
- 撮影賞 阪本善尚（『バウンス ko GALS』）
- 主演男優賞 原田芳雄（『鬼火』）
- 主演女優賞 鈴木京香（『ラヂオの時間』）
- 助演男優賞 
  - 西村雅彦（『ラヂオの時間』『マルタイの女』）
  - 尾藤イサオ（『シャ乱Qの演歌の花道』）
- 助演女優賞 片岡礼子（『鬼火』）
- 最優秀新人賞　
  - 広末涼子（『20世紀ノスタルジア』）
  - 佐藤仁美（『バウンス ko GALS』）
  - 佐藤康恵（『バウンス ko GALS』）
  - 岡元夕紀子（『バウンス ko GALS』）
- 審査員特別賞 『シャ乱Qの演歌の花道』

1997年度日本映画ベストテン
1. 鬼火（望月六郎）
2. バウンス ko GALS（原田眞人）
3. 傷だらけの天使（阪本順治）
4. ラヂオの時間（三谷幸喜）
5. ポストマン・ブルース（サブ）
6. 誘拐（大河原孝夫）
7. シャ乱Qの演歌の花道（滝田洋二郎）
8. 東京日和（竹中直人）
9. ひみつの花園（矢口史靖）
10. もののけ姫（宮﨑駿）
11. 私たちが好きだったこと（松岡錠司）

#### 第20回（1998年度）
開催日：1999年2月7日
- 作品賞 『CURE』（黒沢清）
- 監督賞 
  - 黒沢清（『CURE』）
  - 磯村一路（『がんばっていきまっしょい』）
- 新人監督賞 庵野秀明（『ラブ&ポップ』）
- 脚本賞 君塚良一（『踊る大捜査線 THE MOVIE』）
- 撮影賞 長田勇市（『がんばっていきまっしょい』）
- 主演男優賞 
  - 中井貴一（『ラブ・レター』『愛を乞うひと』）
  - 真木蔵人（『愚か者 傷だらけの天使』）
- 主演女優賞 原田美枝子（『愛を乞うひと』）
- 助演男優賞 大杉漣（『CURE』『がんばっていきまっしょい』『愚か者 傷だらけの天使』『HANA-BI』『犬、走る DOG RACE』）
- 助演女優賞 吉行由実（『大怪獣東京に現わる』『D坂の殺人事件』）
- 最優秀新人賞　
  - 田中麗奈（『がんばっていきまっしょい』）
  - 麻生久美子（『カンゾー先生』）
  - 三輪明日美（『ラブ&ポップ』）
- 審査員特別賞 
  - 『踊る大捜査線 THE MOVIE』の製作チーム
  - 前田陽一

1998年度日本映画ベストテン
1. CURE（黒沢清）
2. がんばっていきまっしょい（磯村一路）
3. HANA-BI（北野武）
4. 愚か者 傷だらけの天使（阪本順治）
5. 愛を乞うひと（平山秀幸）
6. 犬、走る DOG RACE（崔洋一）
7. ラブ&ポップ（庵野秀明）
8. リング（中田秀夫）
9. 踊る大捜査線 THE MOVIE（本広克行）
10. 中国の鳥人（三池崇史）
11. ラブ・レター（森﨑東）
キリコの風景（明石知幸）

### 第21回（1999年度） - 第30回（2008年度）

#### 第21回（1999年度）
開催日：2000年2月6日
- 作品賞 『39 刑法第三十九条』（森田芳光）
- 監督賞 森田芳光（『39 刑法第三十九条』）
- 新人監督賞
  - 塩田明彦（『月光の囁き』『どこまでもいこう』）
  - 大谷健太郎（『avec mon mari アベックモンマリ』）
- 脚本賞 大森寿美男（『39 刑法第三十九条』）
- 撮影賞 北信康（『黒い家』）
- 主演男優賞 高倉健（『鉄道員』）
- 主演女優賞 大竹しのぶ（『黒い家』）
- 助演男優賞 北村一輝（『皆月』『共犯者』『完全なる飼育』）
- 助演女優賞 吉本多香美（『皆月』）
- 最優秀新人賞 
  - 池脇千鶴（『大阪物語』）
  - 板谷由夏（『avec mon mari アベックモンマリ』）
  - つぐみ（『月光の囁き』）
- 特別大賞　富司純子

1999年度日本映画ベストテン
1. 39 刑法第三十九条（森田芳光）
2. 金融腐蝕列島〔呪縛〕（原田眞人）
3. のど自慢（井筒和幸）
4. 月光の囁き（塩田明彦）
5. 菊次郎の夏（北野武）
6. 大阪物語（市川準）
7. 黒い家（森田芳光）
8. あ、春（相米慎二）
9. avec mon mari アベックモンマリ（大谷健太郎）
10. アドレナリンドライブ（矢口史靖）
11. 秘密（滝田洋二郎）

#### 第22回（2000年度）
開催日：2001年2月4日
- 作品賞 『顔』（阪本順治）
- 監督賞 阪本順治（『顔』）
- 新人監督賞 緒方明（『独立少年合唱団』）
- 脚本賞 阪本順治・宇野イサム（『顔』）
- 撮影賞 猪本雅三（『独立少年合唱団』）
- 主演男優賞 浅野忠信（『地雷を踏んだらサヨウナラ』『五条霊戦記 GOJOE』）
- 主演女優賞 藤山直美（『顔』）
- 助演男優賞 
  - 香川照之（『独立少年合唱団』『スリ』）
  - 村上淳（『ナビィの恋』『不貞の季節』『新・仁義なき戦い』）
- 助演女優賞 西田尚美（『ナビィの恋』）
- 最優秀新人賞 
  - 松田龍平（『御法度』）
  - 真野きりな（『スリ』『バレット・バレエ』）
  - 藤間宇宙（『独立少年合唱団』）
- 特別大賞　小沼勝
- 審査員特別賞　椎井友紀子

2000年度日本映画ベストテン
1. 顔（阪本順治）
2. ナビィの恋（中江裕司）
3. はつ恋（篠原哲雄）
4. 御法度（大島渚）
5. 独立少年合唱団（緒方明）
6. 漂流街（三池崇史）
7. スリ（黒木和雄）
8. カリスマ（黒沢清）
9. NAGISA（小沼勝）
10. 十五才 学校IV（山田洋次）
11. 雨あがる（小泉堯史）

#### 第23回（2001年度）
開催日：2002年2月3日
- 作品賞 『GO』（行定勲）
- 監督賞 行定勲（『GO』『贅沢な骨』）
- 新人監督賞 
  - 長澤雅彦（『ココニイルコト』）
  - 冨樫森（『非・バランス』）
- 脚本賞 宮藤官九郎（『GO』）
- 撮影賞 栢野直樹（『陰陽師』）
- 主演男優賞 窪塚洋介（『GO』『溺れる魚』）
- 主演女優賞 天海祐希（『連弾』『狗神』）
- 助演男優賞 山﨑努（『GO』『天国から来た男たち』『Go!』『女学生の友』）
- 助演女優賞 柴咲コウ（『GO』『バトル・ロワイアル』）
- 最優秀新人賞 
  - 真中瞳（『ココニイルコト』）
  - 派谷恵美（『非・バランス』）
  - 細山田隆人（『GO』『リリイ・シュシュのすべて』）
- 審査員特別賞　故・相米慎二

2001年度日本映画ベストテン
1. GO（行定勲）
2. ウォーターボーイズ（矢口史靖）
3. バトル・ロワイアル（深作欣二）
4. 千と千尋の神隠し（宮崎駿）
5. リリイ・シュシュのすべて（岩井俊二）
6. 風花（相米慎二）
7. EUREKA（青山真治）
8. クレヨンしんちゃん 嵐を呼ぶ モーレツ!オトナ帝国の逆襲（原恵一）
9. 連弾（竹中直人）
10. ココニイルコト（長澤雅彦）
非・バランス（冨樫森）
11. ターン（平山秀幸）

#### 第24回（2002年度）
開催日：2003年2月2日
- 作品賞 『ハッシュ!』（橋口亮輔）
- 監督賞 
  - 平山秀幸（『OUT』『笑う蛙』）
  - 橋口亮輔（『ハッシュ!』）
- 新人監督賞 曽利文彦（『ピンポン』）
- 脚本賞 大谷健太郎（『とらばいゆ』）
- 撮影賞 柴崎幸三（『OUT』『笑う蛙』）
- 主演男優賞 
  - 長塚京三（『笑う蛙』）
  - 田辺誠一（『ハッシュ!』）
- 主演女優賞 瀬戸朝香（『とらばいゆ』）
- 助演男優賞 塚本晋也（『とらばいゆ』『殺し屋1』『クロエ』）
- 助演女優賞 大塚寧々（『笑う蛙』『うつつ』）
- 最優秀新人賞 
  - 市川実日子（『とらばいゆ』）
  - 久野雅弘（『ごめん』）
  - 櫻谷由貴花（『ごめん』）

2002年度日本映画ベストテン
1. ハッシュ!（橋口亮輔）
2. OUT（平山秀幸）
3. たそがれ清兵衛（山田洋次）
4. KT（阪本順治）
5. とらばいゆ（大谷健太郎）
6. ごめん（冨樫森）
7. 笑う蛙（平山秀幸）
8. ピンポン（曽利文彦）
9. 害虫（塩田明彦）
10. 光の雨（高橋伴明）
11. 殺し屋1（三池崇史）

#### 第25回（2003年度）
開催日：2004年2月1日
- 作品賞 『ヴァイブレータ』（廣木隆一）
- 監督賞 廣木隆一（『ヴァイブレータ』）
- 新人監督賞 西川美和（『蛇イチゴ』）
- 脚本賞 荒井晴彦（『ヴァイブレータ』）
- 技術賞（撮影） 笠松則通（『赤目四十八瀧心中未遂』『ぼくんち』『さよなら、クロ』）
- 技術賞(美術)　木村威夫（『蒸発旅日記』）
- 主演男優賞 妻夫木聡（『さよなら、クロ』『ドラゴンヘッド』）
- 主演女優賞 寺島しのぶ（『ヴァイブレータ』『赤目四十八瀧心中未遂』）
- 助演男優賞 大森南朋（『ヴァイブレータ』『赤目四十八瀧心中未遂』）
- 助演女優賞 余貴美子（『ホテル・ハイビスカス』『さよなら、クロ』『偶然にも最悪な少年』）
- 最優秀新人賞 
  - 宮迫博之（『蛇イチゴ』『13階段』）
  - 石原さとみ（『わたしのグランパ』）
  - 長澤まさみ（『ロボコン』『阿修羅のごとく』）
- 特別大賞　恩地日出夫

2003年度日本映画ベストテン
1. ヴァイブレータ（廣木隆一）
2. 刑務所の中（崔洋一）
3. 座頭市（北野武）
4. 赤目四十八瀧心中未遂（荒戸源次郎）
5. 六月の蛇（塚本晋也）
6. ぼくんち（阪本順治）
7. 阿修羅のごとく（森田芳光）
8. さよなら、クロ（松岡錠司）
9. ロボコン（古厩智之）
10. 蛇イチゴ（西川美和）
11. ホテル・ハイビスカス（中江裕司）

#### 第26回（2004年度）
開催日：2005年2月6日
- 作品賞 『下妻物語』（中島哲也）
- 監督賞 中島哲也（『下妻物語』）
- 新人監督賞 成島出（『油断大敵』）
- 脚本賞 矢口史靖（『スウィングガールズ）
- 技術賞（撮影） 柴主高秀（『スウィングガールズ』『深呼吸の必要』『解夏』）
- 主演男優賞 役所広司（『油断大敵』『東京原発』『笑の大学』）
- 主演女優賞 深田恭子（『下妻物語』）
- 助演男優賞 柄本明（『油断大敵』『ニワトリはハダシだ』『タカダワタル的』ほか)
- 助演女優賞 樹木希林（『下妻物語』『半落ち』『ほたるの星』）
- 最優秀新人賞 
  - 土屋アンナ（『下妻物語』『茶の味』）
  - 柳楽優弥（『誰も知らない Nobody Knows』）
  - 上野樹里（『スウィングガールズ』『ジョゼと虎と魚たち』『チルソクの夏』）
- 審査員特別賞　『ザ・ゴールデン・カップス ワンモアタイム』
- 特別大賞　黒木和雄

2004年度日本映画ベストテン
1. 下妻物語（中島哲也）
2. 血と骨（崔洋一）
3. 誰も知らない Nobody Knows（是枝裕和）
4. スウィングガールズ（矢口史靖）
5. ジョゼと虎と魚たち（犬童一心）
6. 父と暮せば（黒木和雄）
7. 油断大敵（成島出）
8. ザ・ゴールデン・カップス ワンモアタイム（サン・マー・メン）
9. 深呼吸の必要（篠原哲雄）
10. 花とアリス（岩井俊二）
11. ニワトリはハダシだ（森﨑東）

#### 第27回（2005年度）
開催日：2006年2月5日
- 作品賞 『パッチギ!』（井筒和幸）
- 監督賞 井筒和幸（『パッチギ!』）
- 新人監督賞 内田けんじ（『運命じゃない人』）
- 脚本賞 青木研次（『いつか読書する日』）
- 撮影賞 山本英夫（『パッチギ!』『妖怪大戦争』『鉄人28号』）
- 技術賞 山崎貴 - 『ALWAYS 三丁目の夕日』のVFXに対して
- 主演男優賞 オダギリジョー（『メゾン・ド・ヒミコ』『スクラップ・ヘブン』『SHINOBI-HEART UNDER BLADE-』『オペレッタ狸御殿』）
- 主演女優賞 田中裕子（『いつか読書する日』『火火』）
- 助演男優賞 岸部一徳（『いつか読書する日』『火火』『亡国のイージス』『ヴィタール』）
- 助演女優賞 薬師丸ひろ子（『ALWAYS 三丁目の夕日』『オペレッタ狸御殿』『レイクサイド マーダーケース』『鉄人28号』）
- 最優秀新人賞 
  - 沢尻エリカ（『パッチギ!』『阿修羅城の瞳』『SHINOBI-HEART UNDER BLADE-』）
  - 塩谷瞬（『パッチギ!』）
  - 堀北真希（『ALWAYS 三丁目の夕日』『逆境ナイン』『HINOKIO』『深紅』）
- 審査員特別賞　『運命じゃない人』（内田けんじ）

2005年度日本映画ベストテン
1. パッチギ!（井筒和幸）
2. いつか読書する日（緒方明）
3. ALWAYS 三丁目の夕日（山崎貴）
4. 運命じゃない人（内田けんじ）
5. リンダ リンダ リンダ（山下敦弘）
6. NANA（大谷健太郎）
7. 火火（高橋伴明）
8. 空中庭園（豊田利晃）
9. メゾン・ド・ヒミコ（犬童一心）
10. さよならみどりちゃん（古厩智之）
11. 樹の海（瀧本智行）

#### 第28回（2006年度）
開催日：2007年2月4日
- 作品賞 『ゆれる』（西川美和）
- 監督賞 西川美和（『ゆれる』）
- 新人監督賞 中村高寛（『ヨコハマメリー』）
- 脚本賞 西川美和（『ゆれる』）
- 撮影賞 石井勲（『ストロベリーショートケイクス』）
- 主演男優賞 香川照之（『ゆれる』）
- 主演女優賞 蒼井優（『フラガール』『ハチミツとクローバー』）
- 助演男優賞 笹野高史（『寝ずの番』『釣りバカ日誌17 あとは能登なれハマとなれ!』『アダン』『地下鉄に乗って』）
- 助演女優賞 
  - 吹石一恵（『雪に願うこと』『手紙』『明日の記憶』）
  - 中村優子（『ストロベリーショートケイクス』）
- 最優秀新人賞 
  - 松山ケンイチ（『デスノート 前編』『デスノート the Last name』『男たちの大和/YAMATO』『親指さがし』）
  - 吉高由里子（『紀子の食卓』）
- 審査員特別賞　『ヨコハマメリー』（中村高寛）

2006年度日本映画ベストテン
1. ゆれる（西川美和）
2. フラガール（李相日）
3. 嫌われ松子の一生（中島哲也）
4. 雪に願うこと（根岸吉太郎）
5. かもめ食堂（荻上直子）
6. ヨコハマメリー（中村高寛）
7. ストロベリーショートケイクス（矢崎仁司）
8. やわらかい生活（廣木隆一）
9. 博士の愛した数式（小泉堯史）
10. 時をかける少女（細田守）
11. 紙屋悦子の青春（黒木和雄）

#### 第29回（2007年度）
開催日：2008年2月3日
- 作品賞 『それでもボクはやってない』（周防正行）
- 監督賞 周防正行（『それでもボクはやってない』）
- 新人監督賞 吉田大八（『腑抜けども、悲しみの愛を見せろ』）
- 脚本賞 奥寺佐渡子（『しゃべれども しゃべれども』『怪談』）
- 撮影賞 阿藤正一（『腑抜けども、悲しみの愛を見せろ』）
- 主演男優賞 加瀬亮（『それでもボクはやってない』）
- 主演女優賞 佐藤江梨子（『腑抜けども、悲しみの愛を見せろ』）
- 助演男優賞 永瀬正敏（『腑抜けども、悲しみの愛を見せろ』）
- 助演女優賞 永作博美（『腑抜けども、悲しみの愛を見せろ』）
- 最優秀新人賞 
  - 新垣結衣（『恋するマドリ』『ワルボロ』『恋空』）
  - 夏帆（『天然コケッコー』）
  - 北乃きい（『幸福な食卓』）
- 特別大賞　藤村志保

2007年度日本映画ベストテン
1. それでもボクはやってない（周防正行）
2. 天然コケッコー（山下敦弘）
3. しゃべれども しゃべれども（平山秀幸）
4. 腑抜けども、悲しみの愛を見せろ（吉田大八）
5. 河童のクゥと夏休み（原恵一）
6. 魂萌え!（阪本順治）
7. サイドカーに犬（根岸吉太郎）
8. 人が人を愛することのどうしようもなさ（石井隆）
9. 自虐の詩（堤幸彦）
10. 夕凪の街 桜の国（佐々部清）
11. スキヤキ・ウエスタン ジャンゴ（三池崇史）
クワイエットルームにようこそ（松尾スズキ）

#### 第30回（2008年度）
開催日：2009年2月1日
- 作品賞 『おくりびと』（滝田洋二郎）
- 監督賞 滝田洋二郎（『おくりびと』）
- 新人監督賞 森義隆（『ひゃくはち』）
- 脚本賞 万田珠実・万田邦敏（『接吻』）
- 撮影賞 芦澤明子（『トウキョウソナタ』『きみの友だち』『しあわせのかおり』）
- 主演男優賞 小林薫（『休暇』『歓喜の歌』）
- 主演女優賞 小池栄子（『接吻』）
- 助演男優賞 西島秀俊（『休暇』『東南角部屋二階の女』『丘を越えて』）
- 助演女優賞 
  - 余貴美子（『おくりびと』『まぼろしの邪馬台国』『丘を越えて』）
  - 広末涼子（『おくりびと』）
- 最優秀新人賞 
  - 月船さらら（『世界で一番美しい夜』）
  - 仲里依紗（『純喫茶磯辺』）
  - 石橋杏奈（『きみの友だち』）
- 審査員特別賞　『ひゃくはち』（森義隆）

2008年度日本映画ベストテン
1. おくりびと（滝田洋二郎）
2. ぐるりのこと。（橋口亮輔）
3. 歩いても 歩いても（是枝裕和）
4. 闇の子供たち（阪本順治）
5. 実録・連合赤軍 あさま山荘への道程（若松孝二）
6. 接吻（万田邦敏）
7. トウキョウソナタ（黒沢清）
8. クライマーズ・ハイ（原田眞人）
9. きみの友だち（廣木隆一）
10. 休暇（門井肇）
11. 百万円と苦虫女（タナダユキ）

### 第31回（2009年度） - 第40回（2018年度）

#### 第31回（2009年度）
開催日：2010年2月7日
- 作品賞 『ディア・ドクター』（西川美和）
- 監督賞 緒方明（『のんちゃんのり弁』）
- 新人監督賞
  - 大森寿美男（『風が強く吹いている』）
  - 鈴木卓爾（『私は猫ストーカー』）
- 脚本賞 西川美和（『ディア・ドクター』）
- 撮影賞 柳島克己（『ディア・ドクター』）
- 主演男優賞 堺雅人（『クヒオ大佐』『南極料理人』）
- 主演女優賞 小西真奈美（『のんちゃんのり弁』）
- 助演男優賞 
  - 岡田義徳（『のんちゃんのり弁』『重力ピエロ』『おと・な・り』）
  - 松重豊（『ディア・ドクター』）
- 助演女優賞 安藤サクラ（『愛のむきだし』『クヒオ大佐』『罪とか罰とか』）
- 最優秀新人賞 
  - 満島ひかり（『愛のむきだし』『クヒオ大佐』『プライド』）
  - 岡田将生（『重力ピエロ』『ホノカアボーイ』『ハルフウェイ』『僕の初恋をキミに捧ぐ』）
  - 町田マリー（『美代子阿佐ヶ谷気分』）
- 審査員特別賞 『風が強く吹いている』のスタッフ・キャスト
- 特別大賞 八千草薫

2009年度日本映画ベストテン
1. ディア・ドクター（西川美和）
2. ヴィヨンの妻 〜桜桃とタンポポ〜（根岸吉太郎）
3. 愛のむきだし（園子温）
4. のんちゃんのり弁（緒方明）
5. 空気人形（是枝裕和）
6. 風が強く吹いている（大森寿美男）
7. 沈まぬ太陽（若松節朗）
8. サマーウォーズ（細田守）
9. 劒岳 点の記（木村大作）
10. 大阪ハムレット（光石富士朗）
11. 重力ピエロ（森淳一）

#### 第32回（2010年度）
開催日：2011年2月6日
- 作品賞 『十三人の刺客』（三池崇史）
- 監督賞 三池崇史（『十三人の刺客』『ゼブラーマン -ゼブラシティの逆襲-』）
- 新人監督賞
  - 石井裕也（『川の底からこんにちは』『君と歩こう』）
  - 谷口正晃（『時をかける少女』）
- 脚本賞 天願大介（『十三人の刺客』）
- 撮影賞 福本淳（『今度は愛妻家』『パレード』）
- 主演男優賞 豊川悦司（『今度は愛妻家』『必死剣 鳥刺し』）
- 主演女優賞 満島ひかり（『川の底からこんにちは』『カケラ』）
- 助演男優賞 石橋蓮司（『今度は愛妻家』『パレード』『行きずりの街』『アウトレイジ』『人間失格』）
- 助演女優賞 夏川結衣（『孤高のメス』）
- 最優秀新人賞 
  - 向井理（『BECK』『ハナミズキ』）
  - 佐藤寛子（『ヌードの夜/愛は惜しみなく奪う』）
- 特別大賞 松方弘樹

2010年度日本映画ベストテン
1. 十三人の刺客（三池崇史）
2. 告白（中島哲也）
3. 悪人（李相日）
4. 川の底からこんにちは（石井裕也）
5. 今度は愛妻家（行定勲）
6. 必死剣 鳥刺し（平山秀幸）
7. 孤高のメス（成島出）
8. ヌードの夜/愛は惜しみなく奪う（石井隆）
9. パーマネント野ばら（吉田大八）
10. 時をかける少女（谷口正晃）
11. 春との旅（小林政広）

#### 第33回（2011年度）
開催日：2012年2月5日
- 作品賞 『大鹿村騒動記』（阪本順治）
- 監督賞 園子温（『冷たい熱帯魚』『恋の罪』）
- 新人監督賞
  - 砂田麻美（『エンディングノート』）
  - 前田弘二（『婚前特急』）
- 脚本賞 渡辺あや（受賞辞退）（『その街のこども 劇場版』）
- 撮影賞 藤澤順一（『八日目の蝉』）
- 主演男優賞 瑛太（『まほろ駅前多田便利軒』）
- 主演女優賞 吉高由里子（『婚前特急』）
- 助演男優賞 でんでん（『冷たい熱帯魚』）
- 助演女優賞 
  - 神楽坂恵(冷たい熱帯魚』『恋の罪』）
  - 黒沢あすか（『冷たい熱帯魚』）
- 最優秀新人賞 
  - 松坂桃李（『僕たちは世界を変えることができない』『アントキノイノチ』）
  - 杉野希妃（『歓待』）
  - 浜野謙太（『婚前特急』）
- ヨコハマ映画祭最優秀男優賞 原田芳雄 - 日本映画とヨコハマ映画祭に忘れ得ぬ偉大な足跡を残した名優の名をわが映画祭の永久欠番とするために。

2011年度日本映画ベストテン
1. 大鹿村騒動記（阪本順治）
2. 冷たい熱帯魚（園子温）
3. 八日目の蝉（成島出）
4. 恋の罪（園子温）
5. 一枚のハガキ（新藤兼人）
6. アントキノイノチ（瀬々敬久）
7. モテキ（大根仁）
8. 婚前特急（前田弘二）
9. エンディングノート（砂田麻美）
10. まほろ駅前多田便利軒（大森立嗣）
その街のこども 劇場版（井上剛）

#### 第34回（2012年度）
開催日：2013年2月3日
- 作品賞 『桐島、部活やめるってよ』（吉田大八）
- 監督賞 吉田大八（『桐島、部活やめるってよ』）
- 森田芳光メモリアル 新人監督賞
  - 赤堀雅秋（『その夜の侍』）
  - ヤン・ヨンヒ（『かぞくのくに』）
- 脚本賞 内田けんじ（『鍵泥棒のメソッド』）
- 撮影賞 近藤龍人（『桐島、部活やめるってよ』）
- 主演男優賞 阿部寛（『テルマエ・ロマエ』）
- 主演女優賞 松たか子（『夢売るふたり』）
- 助演男優賞 山田孝之（『その夜の侍』『のぼうの城』『悪の教典』）
- 助演女優賞 安藤サクラ（『愛と誠』『その夜の侍』）
- 最優秀新人賞 
  - 窪田正孝（『ふがいない僕は空を見た』『はさみ hasami』）
  - 橋本愛（『桐島、部活やめるってよ』『Another アナザー』『ツナグ』『HOME 愛しの座敷わらし』）
  - 三根梓（『シグナル～月曜日のルカ～』）
- 審査員特別賞 『おおかみこどもの雨と雪』細田守監督とその制作チーム
- 特別大賞 大林宣彦

2012年度日本映画ベストテン
1. 桐島、部活やめるってよ（吉田大八）
2. 鍵泥棒のメソッド（内田けんじ）
3. この空の花 長岡花火物語（大林宣彦）
4. 終の信託（周防正行）
5. おおかみこどもの雨と雪（細田守）
6. ヒミズ（園子温）
7. かぞくのくに（ヤン・ヨンヒ）
8. 夢売るふたり（西川美和）
9. 僕達急行 A列車で行こう（森田芳光）
10. ふがいない僕は空を見た（タナダユキ）
わが母の記（原田眞人）
11. 愛と誠（三池崇史）

#### 第35回（2013年度）
開催日：2014年2月2日
- 作品賞 『凶悪』（白石和彌）
- 監督賞 森﨑東（『ペコロスの母に会いに行く』）
- 森田芳光メモリアル 新人監督賞
  - 白石和彌（『凶悪』）
  - 中野量太（『チチを撮りに』）
- 脚本賞 是枝裕和（『そして父になる』）
- 撮影賞 浜田毅（『ペコロスの母に会いに行く』）
- 音楽賞 安川午朗（『凶悪』『フィギュアなあなた』『甘い鞭』『人類資金』ほか）
- 主演男優賞 福山雅治（『そして父になる』『真夏の方程式』）
- 主演女優賞 真木よう子（『さよなら渓谷』）
- 助演男優賞 リリー・フランキー（『凶悪』『そして父になる』）
- 助演女優賞 
  - 二階堂ふみ（『地獄でなぜ悪い』『四十九日のレシピ』『脳男』）
  - 渡辺真起子（『チチを撮りに』『だいじょうぶ3組』ほか)
- 最優秀新人賞 
  - 三吉彩花（『旅立ちの島唄〜十五の春〜』『グッモーエビアン!』）
  - 星野源（『地獄でなぜ悪い』『箱入り息子の恋』）
  - 黒木華（『舟を編む』『草原の椅子』『シャニダールの花』ほか)

2013年度日本映画ベストテン
1. 凶悪（白石和彌）
2. 舟を編む（石井裕也）
3. ペコロスの母に会いに行く（森﨑東）
4. そして父になる（是枝裕和）
5. 横道世之介（沖田修一）
6. さよなら渓谷（大森立嗣）
7. 地獄でなぜ悪い（園子温）
8. 許されざる者（李相日）
9. 共喰い（青山真治）
10. チチを撮りに（中野量太）
11. シネマ☆インパクト 恋の渦（大根仁）

#### 第36回（2014年度）
開催日：2015年2月1日
- 作品賞 『そこのみにて光輝く』（呉美保）
- 監督賞 
  - 呉美保（『そこのみにて光輝く』）
  - 安藤桃子（『0.5ミリ』）
- 森田芳光メモリアル 新人監督賞 久保田直（『家路』）
- 脚本賞 高田亮（『そこのみにて光輝く』『銀の匙 Silver Spoon』）
- 撮影賞 近藤龍人（『そこのみにて光輝く』『私の男』）
- 主演男優賞 綾野剛（『そこのみにて光輝く』）
- 主演女優賞 宮沢りえ（『紙の月』）
- 助演男優賞 池松壮亮（『紙の月』『ぼくたちの家族』）
- 助演女優賞
  - 小林聡美（『紙の月』）
  - 大島優子（『紙の月』）
- 最優秀新人賞 
  - 門脇麦（『愛の渦』『闇金ウシジマくんPart2』『シャンティ デイズ 365日、幸せな呼吸』）
  - 清野菜名（『TOKYO TRIBE』『少女は異世界で戦った』）
  - 佐倉絵麻（『ぼんとリンちゃん』）
  - 高杉真宙（『ぼんとリンちゃん』）
- 特別大賞 津川雅彦

2014年度日本映画ベストテン
1. そこのみにて光輝く（呉美保）
2. 紙の月（吉田大八）
3. 0.5ミリ（安藤桃子）
4. WOOD JOB! 〜神去なあなあ日常〜（矢口史靖）
5. 私の男（熊切和嘉）
6. ぼくたちの家族（石井裕也）
7. 愛の渦（三浦大輔）
8. 家路（久保田直）
9. 野のなななのか（大林宣彦）
10. ほとりの朔子（深田晃司）
11. 舞妓はレディ（周防正行）

#### 第37回（2015年度）
開催日：2016年2月7日
- 作品賞 『海街diary』（是枝裕和）
- 監督賞 
  - 是枝裕和（『海街diary』）
  - 橋口亮輔（『恋人たち』）
- 森田芳光メモリアル 新人監督賞 松永大司（『トイレのピエタ』）
- 脚本賞 足立紳（『百円の恋』『お盆の弟』）
- 撮影賞 瀧本幹也（『海街diary』）
- 主演男優賞 
  - 永瀬正敏（『あん』）
  - 渋川清彦（『お盆の弟』『アレノ』）
- 主演女優賞 綾瀬はるか（『海街diary』）
- 助演男優賞 光石研（『お盆の弟』『恋人たち』）
- 助演女優賞 河井青葉（『お盆の弟』『さよなら歌舞伎町』）
- 最優秀新人賞 
  - 広瀬すず（『海街diary』）
  - 杉咲花（『トイレのピエタ』『愛を積むひと』）
  - 藤野涼子（『ソロモンの偽証 前篇・事件』『ソロモンの偽証 後篇・裁判』）
- 審査員特別賞 『バクマン。』制作スタッフ・キャスト
- 特別大賞 樹木希林

2015年度日本映画ベストテン
1. 海街diary（是枝裕和）
2. 恋人たち（橋口亮輔）
3. 百円の恋（武正晴）
4. バクマン。（大根仁）
5. 野火（塚本晋也）
6. あん（河瀬直美）
7. 岸辺の旅（黒沢清）
8. トイレのピエタ（松永大司）
9. お盆の弟（大﨑章）
10. さよなら歌舞伎町（廣木隆一）
11. 映画 ビリギャル（土井裕泰）

#### 第38回（2016年度）
開催日：2017年2月5日
- 作品賞 『この世界の片隅に』（片渕須直）
- 監督賞 中野量太（『湯を沸かすほどの熱い愛』）
- 森田芳光メモリアル 新人監督賞 
  - 真利子哲也（『ディストラクション・ベイビーズ』）
  - 杉山泰一（『の・ようなもの　のようなもの』）
- 脚本賞 中野量太（『湯を沸かすほどの熱い愛』）
- 撮影賞 佐々木靖之（『ディストラクション・ベイビーズ』）
- 主演男優賞 
  - 三浦友和（『葛城事件』）
  - 柳楽優弥（『ディストラクション・ベイビーズ』）
- 主演女優賞 筒井真理子（『淵に立つ』）
- 助演男優賞 菅田将暉（『ディストラクション・ベイビーズ』）
- 助演女優賞 杉咲花（『湯を沸かすほどの熱い愛』）
- 最優秀新人賞 
  - 太賀（『淵に立つ』）
  - 小松菜奈（『ディストラクション・ベイビーズ』）
  - 村上虹郎（『ディストラクション・ベイビーズ』）
- 審査員特別賞 のん（『この世界の片隅に』の作品世界を決定づけた声音の魅力を称えて）
- 特別大賞 庵野秀明

2016年度日本映画ベストテン
1. この世界の片隅に（片渕須直）
2. 湯を沸かすほどの熱い愛（中野量太）
3. ディストラクション・ベイビーズ（真利子哲也）
4. シン・ゴジラ（庵野秀明）
5. 永い言い訳（西川美和）
6. 淵に立つ（深田晃司）
7. 怒り（李相日）
8. 聖の青春（森義隆）
9. 葛城事件（赤堀雅秋）
10. 君の名は。（新海誠）
11. リップヴァンウィンクルの花嫁（岩井俊二）

#### 第39回（2017年度）
開催日：2018年1月28日
- 作品賞 『映画 夜空はいつでも最高密度の青色だ』（石井裕也）
- 監督賞 白石和彌（『彼女がその名を知らない鳥たち』『牝猫たち』）
- 森田芳光メモリアル 新人監督賞
  - 石川慶（『愚行録』）
  - 森ガキ侑大（『おじいちゃん、死んじゃったって。』）
- 脚本賞 石井裕也（『映画 夜空はいつでも最高密度の青色だ』）
- 撮影賞 鎌苅洋一（『映画 夜空はいつでも最高密度の青色だ』）
- 主演男優賞 池松壮亮（『映画 夜空はいつでも最高密度の青色だ』）
- 主演女優賞 蒼井優（『彼女がその名を知らない鳥たち』）
- 助演男優賞 
  - 塩見三省（『アウトレイジ 最終章』）
  - 松坂桃李（『彼女がその名を知らない鳥たち』）
- 助演女優賞 
  - 臼田あさ美（『愚行録』）
  - 松本若菜（『愚行録』）
- 最優秀新人賞 
  - 石橋静河（『映画 夜空はいつでも最高密度の青色だ』）
  - 岸井ゆきの（『おじいちゃん、死んじゃったって。』）
- 審査員特別賞 ロマンポルノ・リブート・プロジェクト
- 特別大賞 西田敏行

2017年度日本映画ベストテン
1. 映画 夜空はいつでも最高密度の青色だ（石井裕也）
2. 幼な子われらに生まれ（三島有紀子）
3. 彼女がその名を知らない鳥たち（白石和彌）
4. あゝ、荒野 前・後編（岸善幸）
5. 彼女の人生は間違いじゃない（廣木隆一）
6. 彼らが本気で編むときは、（荻上直子）
7. 愚行録（石川慶）
8. 三度目の殺人（是枝裕和）
9. 奥田民生になりたいボーイと出会う男すべて狂わせるガール（大根仁）
10. アウトレイジ 最終章（北野武）
11. 散歩する侵略者（黒澤清）

#### 第40回（2018年度）
開催日：2019年2月3日
- 作品賞 『寝ても覚めても』（濱口竜介）
- 監督賞 
  - 濱口竜介（『寝ても覚めても』）
  - 瀬々敬久（『菊とギロチン』『友罪』『8年越しの花嫁 キミの目が覚めたなら』）
- 森田芳光メモリアル 新人監督賞 野尻克己（『鈴木家の嘘』）
- 脚本賞 沖田修一（『モリのいる場所』）
- 撮影賞 佐々木靖之（『寝ても覚めても』『体操しようよ』）
- 主演男優賞 
  - 東出昌大（『寝ても覚めても』『菊とギロチン』『OVER DRIVE』）
  - 役所広司（『孤狼の血』）
- 主演女優賞 安藤サクラ（『万引き家族』）
- 助演男優賞 松坂桃李（『孤狼の血』）
- 助演女優賞 
  - 松岡茉優（『万引き家族』『blank13』『ちはやふる -結び-』）
  - 伊藤沙莉（『寝ても覚めても』『榎田貿易堂』）
- 最優秀新人賞
  - 唐田えりか（『寝ても覚めても』）
  - 吉沢亮（『リバーズ・エッジ』『銀魂2 掟は破るためにこそある』『ママレード・ボーイ』）
  - 木竜麻生（『菊とギロチン』『鈴木家の嘘』）
- 審査員特別賞 『カメラを止めるな!』公開に係る全てのムーブメント、関係者
- 特別大賞 山﨑努

2018年度日本映画ベストテン
1. 寝ても覚めても（濱口竜介）
2. 孤狼の血（白石和彌）
3. 万引き家族（是枝裕和）
4. 花筐/HANAGATAMI（大林宣彦）
5. カメラを止めるな!（上田慎一郎）
6. 菊とギロチン（瀬々敬久）
7. 止められるか、俺たちを(白石和彌)
8. きみの鳥はうたえる（三宅唱）
9. 鈴木家の嘘（野尻克己）
10. モリのいる場所（沖田修一）
日日是好日（大森立嗣）

### 第41回（2019年度） -

#### 第41回（2019年度）
開催日：2020年2月2日
- 作品賞 『火口のふたり』（荒井晴彦）
- 監督賞 
  - 石川慶（『蜜蜂と遠雷』）
  - 今泉力哉（『愛がなんだ』『アイネクライネナハトムジーク』）
- 森田芳光メモリアル 新人監督賞 片山慎三（『岬の兄妹』）
- 脚本賞 阪本順治（『半世界』）
- 撮影賞 四宮秀俊（『宮本から君へ』『さよならくちびる』）
- 主演男優賞 池松壮亮（『宮本から君へ』）
- 主演女優賞 
  - 門脇麦（『さよならくちびる』）
  - 小松菜奈（『さよならくちびる』）
- 助演男優賞 成田凌（『愛がなんだ』『さよならくちびる』）
- 助演女優賞 池脇千鶴（『半世界』）
- 最優秀新人賞
  - 瀧内公美（『火口のふたり』）
  - 鈴鹿央士（『蜜蜂と遠雷』）
  - 杉田雷麟（『半世界』）
  - 山田杏奈（『小さな恋のうた』
- 特別大賞 荒井晴彦

2019年度日本映画ベストテン
1. 火口のふたり（荒井晴彦）
2. 蜜蜂と遠雷（石川慶）
3. 愛がなんだ（今泉力哉）
4. 宮本から君へ（真利子哲也）
5. 半世界（阪本順治）
6. 新聞記者（藤井道人）
7. ひとよ（白石和彌）
8. 岬の兄妹（片山慎三）
9. よこがお（深田晃司）
10. さよならくちびる（塩田明彦）
11. 凪待ち（白石和彌）

#### 第42回（2020年度）
新型コロナウイルス感染拡大のため開催中止（賞の贈呈のみ）
- 作品賞 『海辺の映画館―キネマの玉手箱』（大林宣彦）
- 監督賞 城定秀夫（『アルプススタンドのはしの方』『性の劇薬』）
- 森田芳光メモリアル 新人監督賞 内山拓也（『佐々木、イン、マイマイン』）
- 脚本賞 足立紳（『喜劇 愛妻物語』『劇場版 アンダードッグ 前編 後編』）
- 撮影賞 四宮秀俊（『佐々木、イン、マイマイン』『人数の町』）
- 主演男優賞 二宮和也（『浅田家!』）
- 主演女優賞 水川あさみ（『喜劇 愛妻物語』『滑走路』）
- 助演男優賞
  - 宇野祥平（『罪の声』『本気のしるし〈劇場版〉』）
  - 緒形直人（『もみの家』）
- 助演女優賞 蒔田彩珠（『朝が来る』『星の子』）
- 最優秀新人賞
  - 森七菜（『ラストレター』『461個のおべんとう』『青くて痛くて脆い』）
  - 藤原季節（『佐々木、イン、マイマイン』『his』）
  - 宮沢氷魚（『his』）
  - 小西桜子（『初恋』『ファンシー』『佐々木、イン、マイマイン』）
- 審査員特別賞 細川岳と「佐々木、イン、マイマイン」
- ヨコハマ映画祭大賞 大林宣彦、大林恭子

2020年度日本映画ベストテン
1. 海辺の映画館 キネマの玉手箱（大林宣彦）
2. 喜劇 愛妻物語（足立紳）
3. 浅田家!（中野量太）
4. 朝が来る（河瀨直美）
5. スパイの妻（黒沢清）
6. アルプススタンドのはしの方（城定秀夫）
7. 罪の声（土井裕泰）
8. 本気のしるし〈劇場版〉（深田晃司）
9. 一度も撃ってません（阪本順治）
10. 佐々木、イン、マイマイン（内山拓也）
11. 37セカンズ（HIKARI）

#### 第43回（2021年度）
新型コロナウイルス感染拡大のため開催中止（賞の贈呈のみ）
- 作品賞 『空白』（吉田恵輔）
- 監督賞 吉田恵輔（『空白』『BLUE/ブルー』）
- 森田芳光メモリアル 新人監督賞 春本雄二郎（『由宇子の天秤』）
- 脚本賞 吉田恵輔（『空白』『BLUE/ブルー』）
- 撮影賞 笠松則通（『すばらしき世界』）
- 主演男優賞
  - 古田新太（『空白』）
  - 松坂桃李（『空白』『孤狼の血　LEVEL2』『あの頃。』）
- 主演女優賞 尾野真千子（『茜色に焼かれる』）
- 助演男優賞 鈴木亮平（『孤狼の血　LEVEL2』『燃えよ剣』『土竜の唄 FINAL』）
- 助演女優賞
  - 三浦透子（『ドライブ・マイ・カー』）
  - 片山友希（『茜色に焼かれる』）
- 最優秀新人賞
  - 奈緒（『君は永遠にそいつらより若い』『草の響き』『マイ・ダディ』）
  - 中田青渚（『街の上で』『あの頃。』『うみべの女の子』）
  - 河合優実（『由宇子の天秤』『サマーフィルムにのって』）
  - 小日向星一（『サマーフィルムにのって』『君は永遠にそいつらより若い』）
- 審査員特別賞 河村光庸／スターサンズの映画作り

2021年度日本映画ベストテン
1. 空白（吉田恵輔）
2. すばらしき世界（西川美和）
3. ドライブ・マイ・カー（濱口竜介）
4. あのこは貴族（岨手由貴子）
5. 由宇子の天秤（春本雄二郎）
6. 茜色に焼かれる（石井裕也）
7. 花束みたいな恋をした（土井裕泰）
8. 街の上で（今泉力哉）
9. 孤狼の血 LEVEL2（白石和彌）
10. 子供はわかってあげない（沖田修一）
11. 護られなかった者たちへ（瀬々敬久）

#### 第44回（2022年度）
開催日：2023年2月5日
- 作品賞 『恋は光』（小林啓一）
- 監督賞 小林啓一（『恋は光』）
- 森田芳光メモリアル 新人監督賞 早川千絵（『PLAN 75』）
- 脚本賞 向井康介（『ある男』）
- 撮影賞 近藤龍人（『ある男』）
- 主演女優賞
  - 倍賞千恵子（『PLAN 75』）
  - 吉岡里帆（『ハケンアニメ!』『島守の塔』）
- 主演男優賞 瀬戸康史（『愛なのに』）
- 助演女優賞 河合優実（『ある男』『PLAN 75』『愛なのに』『冬薔薇』『ちょっと思い出しただけ』）
- 助演男優賞
  - 磯村勇斗（『さかなのこ』『PLAN 75』『異動辞令は音楽隊』『前科者』）
  - 柄本佑（『ハケンアニメ!』『夜明けまでバス停で』『川っぺりムコリッタ』）
- 最優秀新人賞
  - 西野七瀬（『恋は光』）
  - 神尾楓珠（『恋は光』）
  - 平祐奈（『恋は光』）
  - 馬場ふみか（『恋は光』）
- 審査員特別賞 『ハケンアニメ!』のスタッフ・キャスト

2022年度日本映画ベストテン
1. 恋は光（小林啓一）
2. ある男（石川慶）
3. ハケンアニメ!（吉野耕平）
4. 偶然と想像（濱口竜介）
5. さかなのこ（沖田修一）
6. さがす（片山慎三）
7. PLAN 75（早川千絵）
8. 線は、僕を描く（小泉徳宏）
9. 愛なのに（城定秀夫）
10. 冬薔薇（阪本順治）
11. 夜明けまでバス停で（高橋伴明）

#### 第45回（2023年度）
開催日：2024年2月4日
- 作品賞 『ケイコ 目を澄ませて』（三宅唱）
- 監督賞 石井裕也（『愛にイナズマ』『月』）
- 森田芳光メモリアル 新人監督賞 加藤拓也（『ほつれる』）
- 脚本賞 アサダアツシ（『そばかす』）
- 撮影賞 月永雄太（『ケイコ 目を澄ませて』）
- 美術賞 原田満生（『せかいのおきく』）
- 主演女優賞
  - 岸井ゆきの（『ケイコ 目を澄ませて』）
  - 黒木華（『せかいのおきく』）
- 主演男優賞 鈴木亮平（『エゴイスト』『劇場版TOKYO MER〜走る緊急救命室〜』）
- 助演女優賞 中村久美（『高野豆腐店の春』『アンダーカレント』）
- 助演男優賞
  - 磯村勇斗（『最後まで行く』『波紋』『渇水』『月』『正欲』）
  - 佐藤浩市（『ファミリア』『仕掛人・藤枝梅安 第二作』『せかいのおきく』『愛にイナズマ』）
- 最優秀新人賞
  - 堀田真由（『バカ塗りの娘』）
  - 目黒蓮（『月の満ち欠け』『わたしの幸せな結婚』）
- 審査員特別賞 松浦慎一郎と彼に導かれたボクシング映画（『百円の恋』『あゝ、荒野』『ケイコ 目を澄ませて』『春に散る』など）
- 特別大賞 藤竜也

2023年度日本映画ベストテン
1. ケイコ 目を澄ませて（三宅唱）
2. せかいのおきく（阪本順治）
3. 福田村事件（森達也）
4. 愛にイナズマ（石井裕也）
5. 正欲（岸善幸）
6. 月（石井裕也）
7. 花腐し（荒井晴彦）
8. アンダーカレント（今泉力哉）
9. 春画先生（塩田明彦）
10. ほつれる（加藤拓也）
11. ゴジラ-1.0（山崎貴）

#### 第46回（2024年度）
開催日：2025年2月2日（予定）
- 作品賞 『夜明けのすべて』（三宅唱）
- 監督賞 入江悠（『あんのこと』）
- 森田芳光メモリアル 新人監督賞 奥山大史（『ぼくのお日さま』）
- 脚本賞 野木亜紀子（『ラストマイル』『カラオケ行こ!』）
- 撮影賞 浜田毅（『本心』）
- 主演女優賞
  - 杉咲花（『市子』『朽ちないサクラ』『52ヘルツのクジラたち』）
- 主演男優賞
  - 仲野太賀（『十一人の賊軍』）
  - 役所広司（『PERFECT DAYS』『八犬伝』）
- 助演女優賞 三吉彩花（『本心』）
- 助演男優賞 池松壮亮（『ぼくのお日さま』『ベイビーわるきゅーれ ナイスデイズ』）
- 最優秀新人賞
  - 越山敬達（『ぼくのお日さま』）
  - 齋藤潤（『カラオケ行こ!』『瞼の転校生』『からかい上手の高木さん』）
  - 出口夏希（『赤羽骨子のボディガード』）
- 審査員特別賞 土井敏邦（『津島〜福島は語る第二章』『ガザからの報告』）
- 特別大賞 草笛光子（『九十歳。何がめでたい』『アイミタガイ』）

2024年度日本映画ベストテン
1. 夜明けのすべて（三宅唱）
2. 侍タイムスリッパー（安田淳一）
3. PERFECT DAYS（ヴィム・ヴェンダース）
4. あんのこと（入江悠）
5. ミッシング（吉田恵輔）
6. 青春ジャック 止められるか、俺たちを2（井上淳一）
7. ぼくが生きてる、ふたつの世界（呉美保）
8. ぼくのお日さま（奥山大史）
9. 本心（石井裕也）
10. 十一人の賊軍（白石和彌）
11. ラストマイル（塚原あゆ子）